# 千海華蘭
千海 華蘭（ちなみ からん、7月25日 - ）は、宝塚歌劇団月組の男役。
大阪府大阪市、市立天満中学出身。身長167cm。愛称は「からん」。

## 主な舞台

### 初舞台
2006年3 - 5月、宙組『NEVER SAY GOODBYE-ある愛の軌跡-』（宝塚大劇場のみ）

### 月組時代
2007年1 - 4月、『パリの空よりも高く』『ファンシー・ダンス』
2008年5月、『ハロー！ダンシング』（宝塚バウホール）